# Musaraigne
Taxons concernés
Dans la famille des Soricidae :
- dans la plupart des genres

Dans la famille des Tenrecidae :
- dans le genre Microgale

Dans la famille des Talpidae :
- dans le genre Uropsilus

Musaraigne est un nom vernaculaire ambigu en français, pouvant désigner plusieurs espèces différentes de petits mammifères insectivores, généralement gris-brun à museau pointu.
La masse d'une musaraigne varie de six à quatorze grammes environ. Elle mesure moins de dix centimètres (hors queue, d'au moins 4 cm).
En France, les naturalistes n'ont décrit qu'une seule espèce de musaraigne jusqu'au milieu du XVIIIe siècle. Historiquement, on appelait « musaraigne » la seule Musaraigne carrelet (Sorex araneus). En 1756, est identifiée une Musaraigne d'eau (Neomys fodiens). Puis le nom s'est étendu aux représentants du genre Sorex, qui regroupe les musaraignes « vraies ». De nos jours, ce mot désigne de nombreuses espèces la plupart exotiques[pas clair].
Globalement, les musaraignes sont classées dans la sous-famille des Soricinae, ou du moins dans la famille des Soricidés, mais certains membres de ce dernier groupe sont appelés aussi musettes, crocidures, nectogales ou encore crossopes. En revanche, quelques musaraignes malgaches font partie du genre Microgale, genre classé dans la famille des Tenrecidés et les Musaraignes-taupes font partie de la famille des Talpidés. Les Musaraignes à trompe sont classées dans un ordre à part : les Macroscelidés.
Outre leur mauvaise réputation, globalement infondée, les musaraignes ont fait l'objet de cultes antiques et sont présentes culturellement sous différents aspects.

## Étymologie et histoire du mot
Le terme provient de musaraneus, en latin (mus-araneus, signifiant littéralement "souris-araignée"). Cet animal ressemblant à une souris doit, semble-t-il, son surnom à la croyance longtemps répandue que sa morsure était venimeuse, comme celle de l'araignée,.
Le mot « musaraigne » remonte à 1552. Auparavant on trouve mention des noms merisengne  ou mesiraigne,.
En 1606, Jean Nicot dans le Thresor de la langue françoyse tant ancienne que moderne associe clairement musaraigne à la seule espèce Mus araneus (syn. actuel Sorex araneus).
Les naturalistes n'ont décrit qu'une seule espèce de musaraigne jusqu'en 1756, date à laquelle Daubenton identifie une musaraigne d'eau et en fait la description à L'Académie Royale de Sciences.
En 1762, le Dictionnaire de L'Académie française, 4e édition, associe le mot à deux espèces, celle des écuries et des basses-cours et « une autre espèce de musaraigne » amphibie. Un début de distinction entre les musaraignes terrestres et les musaraignes aquatiques. En 1832-1835, la 6e édition ne fait plus de lien avec une espèce précise mais plutôt avec l'aspect extérieur de l'animal : son museau pointu distingue la musaraigne de la souris, mais la 8e édition de 1932-1935 fait la distinction par ses mœurs de « mammifère carnassier, insectivore ».
D'après Émile Littré, auteur du Dictionnaire de la Langue Française, la Musaraigne est définie ainsi :

« Nom d'un genre de mammifères carnassiers insectivores, où l'on distingue la musaraigne commune, dite vulgairement musaraigne, musette, et au masculin, muset, sorex araneus, Linné ; musaraigne d'eau, sorex fodiens, Gmelin. 
Étymologie, Lat. musaraneus, de mus, rat (comparez l'all. Maus, souris, et le sanscr. mush, dérober), et aranea, araignée ; wallon, miserette ; norm. mesirette ou miserette. »

À la fin du XXe siècle, le Trésor de la Langue Française (1971-1994) n'associe également plus aucun taxon au mot musaraigne mais il ajoute à tous les caractères précédents « odeur forte», « mœurs nocturnes », « presque aveugle » et « habitant des trous... ».
En anglais, la musaraigne se dit shrew mais ce terme ne recouvre pas exactement les mêmes taxons que ceux nommés ainsi en français.

## Noms vernaculaires et noms scientifiques correspondants

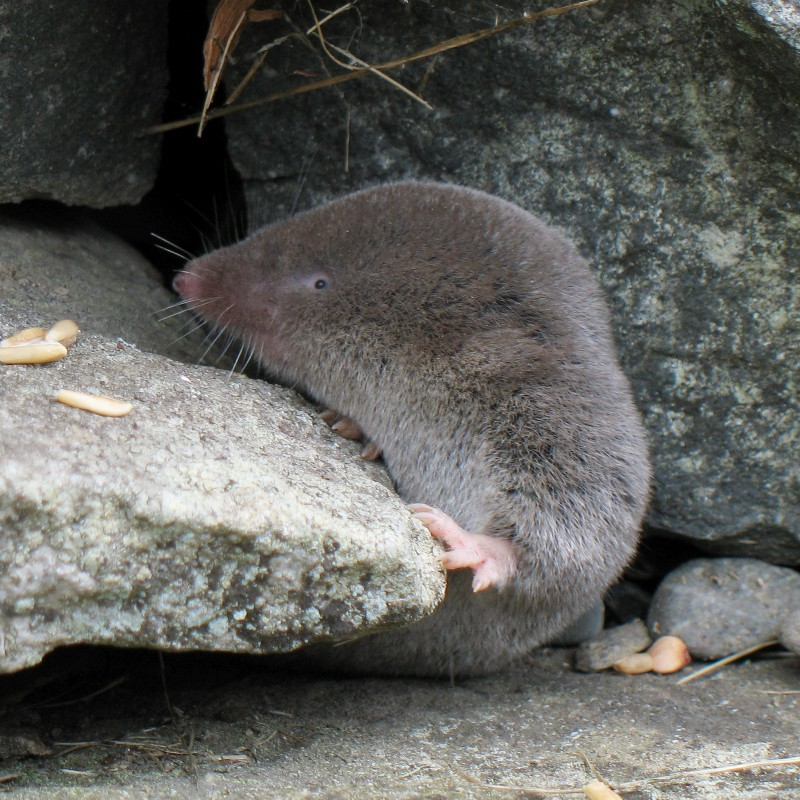
Grande musaraigne (Blarina brevicauda).

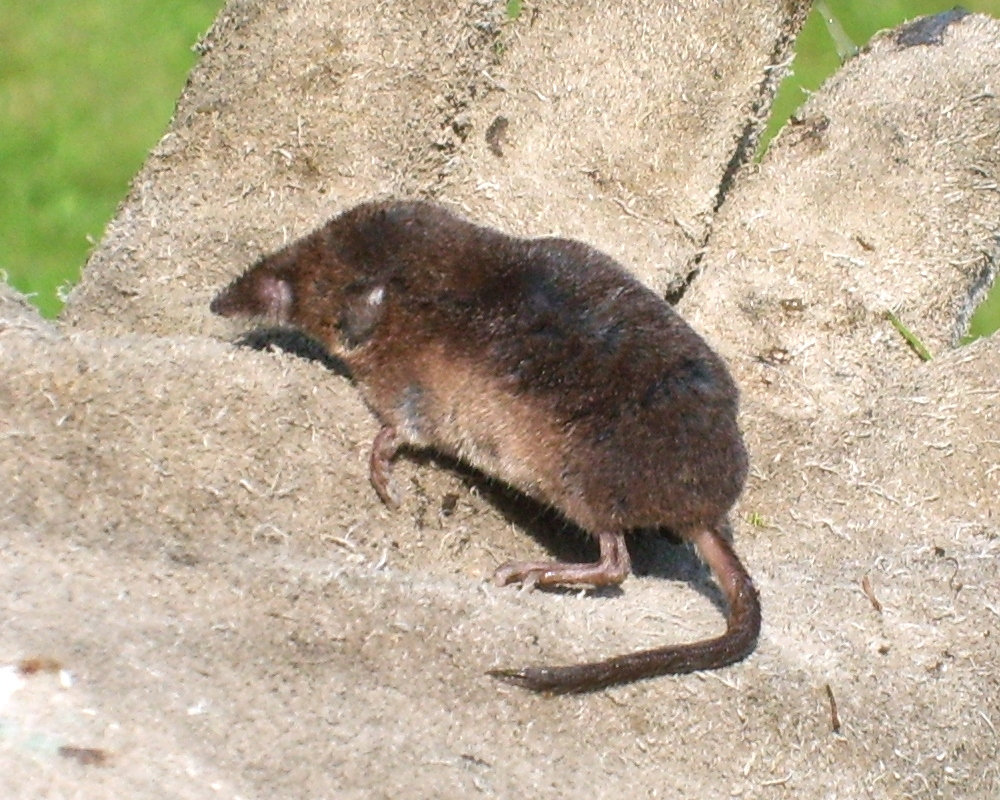
Musaraigne carrelet (Sorex araneus).

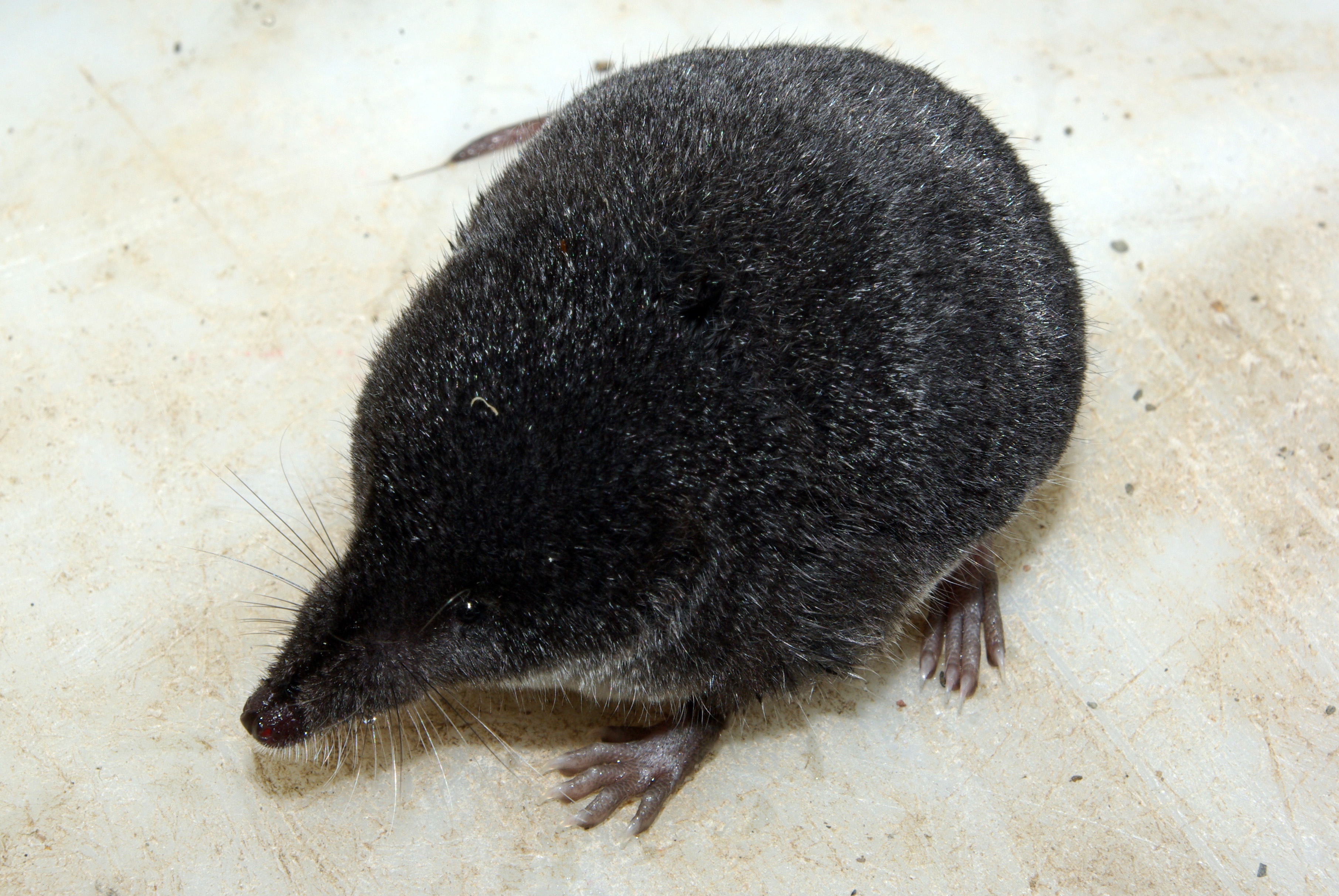
Musaraigne de Miller (Neomys anomalus).

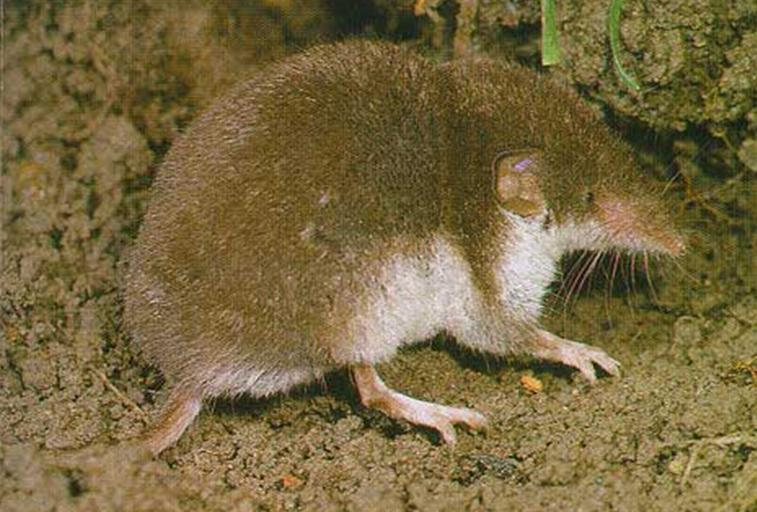
Musaraigne bicolore (Crocidura leucodon).

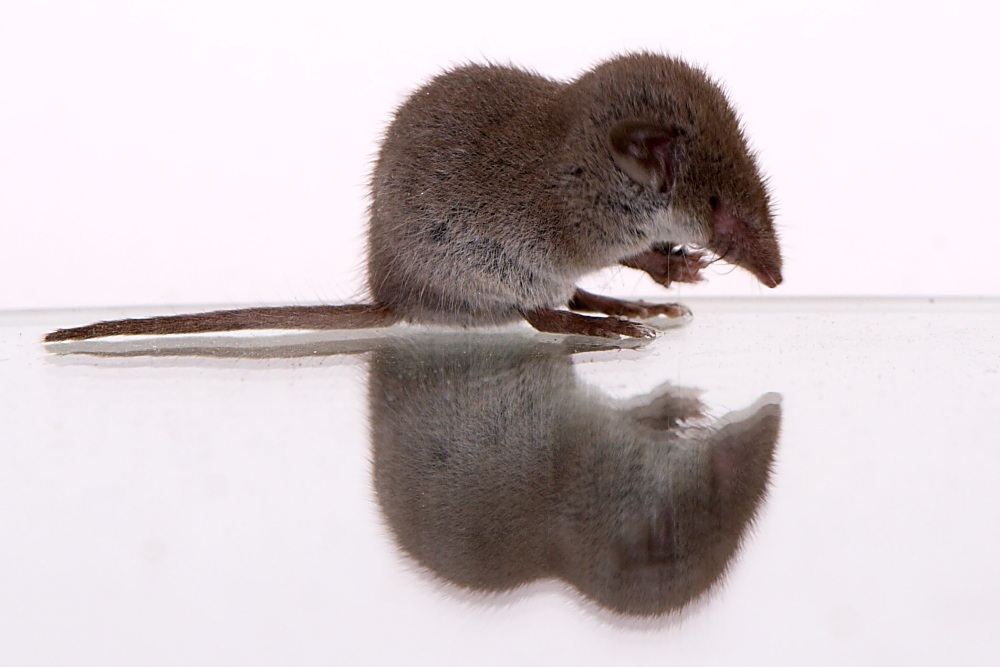
Musaraigne des jardins (Crocidura suaveolens).

Liste alphabétique de noms vernaculaires attestés en français.

Note : certaines espèces ont plusieurs noms et, les classifications évoluant encore, certains noms scientifiques ont peut-être un autre synonyme valide. En gras, l'espèce la plus connue des francophones.
| Nom vernaculaire                 | Autre nom vernaculaire           | Dénomination scientifique             |
| -------------------------------- | -------------------------------- | ------------------------------------- |
| Grande musaraigne                |                                  | Blarina brevicauda ,                  |
| Grande musaraigne du désert      |                                  | Megasorex gigas                       |
| Grande musaraigne à queue courte | voir Grande musaraigne           |                                       |
| Musaraigne des Apennins          |                                  | Sorex samniticus                      |
| Musaraigne des Appalaches        |                                  | Sorex dispar                          |
| Musaraigne aquatique             |                                  | Neomys sp., en général Neomys fodiens |
| Musaraigne des Alpes             | voir Musaraigne alpine           |                                       |
| Musaraigne alpine                |                                  | Sorex alpinus ,                       |
| Musaraigne arctique              |                                  | Sorex arcticus ,                      |
| Musaraigne de Beaufort           | voir Musaraigne cendrée          |                                       |
| Musaraigne de Bendire            | voir Musaraigne des marais,      |                                       |
| Musaraigne de Béringie (ancien)  | voir Musaraigne cendrée          |                                       |
| Musaraigne bicolore              |                                  | Crocidura leucodon ,                  |
| Musaraigne carrelet              |                                  | Sorex araneus ,                       |
| Musaraigne cendrée               |                                  | Sorex cinereus ,                      |
| Musaraigne des champs            | voir Musaraigne bicolore         |                                       |
| Musaraigne de Cowan              |                                  | Microgale cowani                      |
| Musaraigne ciliée                | Musaraigne aquatique             |                                       |
| Musaraigne commune               | voir Musaraigne carrelet ,       |                                       |
| Musaraigne couronnée             |                                  | Sorex coronatus                       |
| Musaraigne à dents blanches      |                                  | Crocidurinae sp.                      |
| Musaraigne du désert             |                                  | Notiosorex crawfordi                  |
| Musaraigne de Dobson             |                                  | Microgale dobsoni                     |
| Musaraigne d’eau                 |                                  | Neomys fodiens                        |
| Musaraigne errante               |                                  | Sorex vagrans ,                       |
| Musaraigne d’Éthiopie            |                                  |                                       |
| Musaraigne étrusque              |                                  | Suncus etruscus ,                     |
| Musaraigne de Flower             |                                  | Crocidura floweri (en)                |
| Musaraigne fuligineuse           |                                  | Sorex fumeus ,                        |
| Musaraigne de Gaspé              |                                  | Sorex gaspensis ,                     |
| Musaraigne de Gaspésie           | voir Musaraigne de Gaspé         |                                       |
| Musaraigne de Hoy                |                                  | Sorex hoyi                            |
| Musaraigne géante                |                                  | Crocidura goliath (en)                |
| Musaraigne ibérique              |                                  | Sorex granarius                       |
| Musaraigne italienne             | voir Musaraigne des Apennins     |                                       |
| Musaraigne des jardins           |                                  | Crocidura suaveolens ,                |
| Musaraigne Kulandar              |                                  | Crocidura lusitania (en)              |
| Musaraigne lapone                | voir Musaraigne masquée          |                                       |
| Musaraigne leucode               | voir Musaraigne bicolore         |                                       |
| Musaraigne à longue queue        | voir Musaraigne des Appalaches , |                                       |
| Musaraigne longicaude            | voir Musaraigne des Appalaches , |                                       |
| Musaraigne des maisons           |                                  | Suncus murinus                        |
| Musaraigne des marais            |                                  | Sorex bendirii (en)                   |
| Musaraigne masquée               |                                  | Sorex caecutiens                      |
| Musaraigne de Merriam            |                                  | Sorex merriami (en)                   |
| Musaraigne de Miller             |                                  | Neomys anomalus                       |
| Musaraigne de Millet             | voir Musaraigne couronnée        |                                       |
| Musaraigne minuscule             | voir Musaraigne naine            |                                       |
| Musaraigne des montagnes         | voir Musaraigne alpine           |                                       |
| Musaraigne musette               |                                  | Crocidura russula                     |
| Musaraigne musquée               |                                  | Desmana moschata                      |
| Musaraigne naine                 |                                  | Sorex minutissimus                    |
| Musaraigne nordique              | voir Musaraigne arctique         |                                       |
| Musaraigne palustre              |                                  | Sorex palustris ,                     |
| Musaraigne porte-rame            | voir Musaraigne aquatique        |                                       |
| Musaraigne de Preble             |                                  | Sorex preblei (en)                    |
| Musaraigne pygmée                |                                  |                                       |
| Musaraigne pygmée de Thompson    |                                  | Microsorex thompsoni                  |
| Musaraigne de Sikkim             |                                  | Soriculus nigrescens (en)             |
| Musaraigne sombre                |                                  | Sorex monticolus (en) ,               |
| Musaraigne des steppes           |                                  | Sorex haydeni (en)                    |
| Musaraigne de Talazac            |                                  | Microgale talazaci (en)               |
| Musaraigne de Tanzanie           |                                  | Crocidura usambarae (en)              |
| Musaraigne des Tarfaya           |                                  | Crocidura tarfayensis (en)            |
| Musaraigne-taupe                 |                                  | Uropsilus soricipes                   |
| Musaraigne de Thomas             |                                  | Microgale thomasi (en)                |
| Musaraigne de toundra            |                                  | Sorex tundrensis (en)                 |
| Musaraigne de Trowbridge         |                                  | Sorex trowbridgii                     |
| Musaraigne du Valais             |                                  | Sorex antinorii                       |
| Musaraigne à visage pâle         |                                  | Microgale fotsifotsy                  |
| Musaraigne vulgaire              | voir Musaraigne carrelet         |                                       |
| Musaraigne de Witaker            |                                  | Crocidura whitakeri                   |
| Petite musaraigne                |                                  | Cryptotis parva                       |
| Petite musaraigne à queue courte | voir Petite musaraigne           |                                       |

Comme nom d'un groupe d'espèces :
| Nom vernaculaire                   | Dénomination scientifique                                  |
| ---------------------------------- | ---------------------------------------------------------- |
| Musaraigne                         | Soricidae sp. (le plus souvent)                            |
| Musaraignes                        | Sorex et Suncus sp. ou Soricidae sp.                       |
| Musaraignes d'Amérique             | Blarina sp.                                                |
| Musaraignes à dents blanches       | Crocidura sp. et tous les Crocidurinae                     |
| Musaraignes à dents rouges         | Soricinae sp. et les espèces africaines : Myosoricinae sp. |
| Musaraignes du désert              | Notiosorex sp.                                             |
| Musaraignes pygmées                |                                                            |
| Musaraignes-taupes                 | Uropsilus sp.                                              |
| Musaraignes à trompe               | Macroscelididae sp.                                        |
| Petites musaraignes à queue courte | Cryptotis sp.                                              |

Le nom de « Musaraignes arboricoles » a été donné autrefois, sans doute à la suite d'une observation un peu rapide, aux espèces du genre Tupaia qui ne sont pourtant pas des insectivores et présentent une longue queue touffue.

### Les espèces présentes en France
En France on peut rencontrer les espèces suivantes (présentées sous forme de tableau triable) :
| Nom vernaculaire       | Dénomination scientifique |
| ---------------------- | ------------------------- |
| Musaraigne alpine      | Sorex alpinus             |
| Musaraigne aquatique   | Neomys fodiens            |
| Musaraigne bicolore    | Crocidura leucodon        |
| Musaraigne carrelet    | Sorex araneus             |
| Musaraigne couronnée   | Sorex coronatus           |
| Musaraigne étrusque    | Suncus etruscus           |
| Musaraigne des jardins | Crocidura suaveolens      |
| Musaraigne de Miller   | Neomys anomalus           |
| Musaraigne musette     | Crocidura russula         |
| Musaraigne pygmée      | Sorex minutus             |
| Musaraigne du Valais   | Sorex antinorii           |

## Galerie de photo

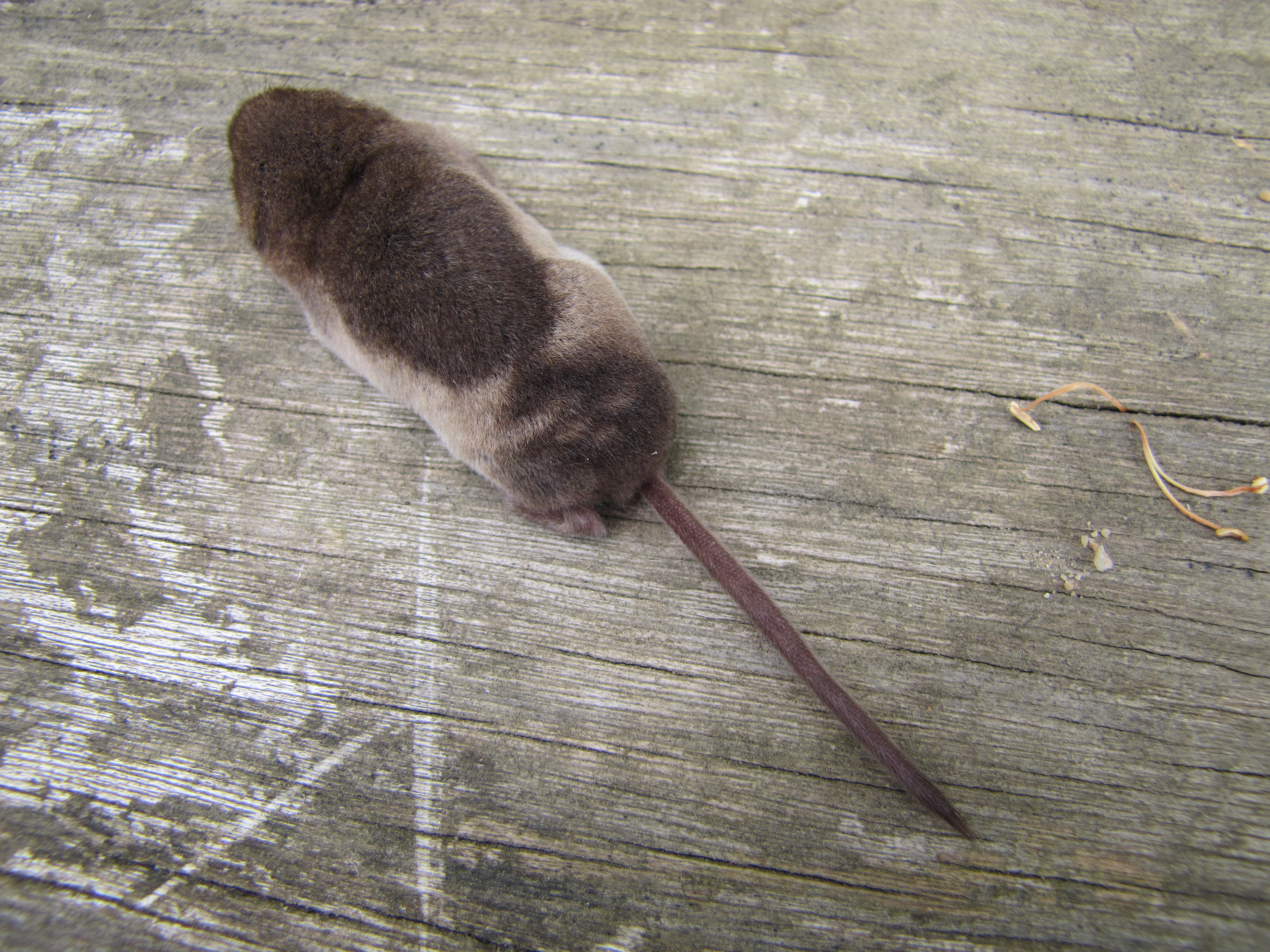
Musaraigne à taches.

## Physiologie, comportement et écologie
Les caractéristiques générales des musaraignes sont celles des petits mammifères insectivores, avec des nuances pour chaque espèce : voir les articles détaillés pour plus d'informations sur leur comportement ou leur physiologie respective.

### Caractéristiques

#### Description
Les musaraignes ont un aspect assez proche des souris avec leur pelage court, leurs pattes et leur queue presque nues. Elles se distinguent des souris par des yeux et des oreilles plus petits mais aussi et surtout par leur museau beaucoup plus pointu, mobile et doté de multiples vibrisses. Il leur sert à fouiller le sol ou la vase à la recherche des proies vivantes dont elles se nourrissent, qu'elles dénichent en se fiant surtout à leur odorat. Certaines sont capables de repérer ainsi un ver de terre à 12 cm de profondeur ou un acarien minuscule. Contrairement aux rongeurs, leur denture est définitive et s'use avec l'âge.

#### Ethologie
Les mœurs des musaraignes sont également différentes. Elles chassent et s'activent en permanence, plus intensément encore la nuit. En cas de pénurie de nourriture ou de froid elles entrent en état de torpeur, un stade proche de l'hibernation mais alterné avec des périodes d'activité. Ce sont des proies faciles qui ont un cycle de vie très court et peu d'espèces atteignent plus de deux ans. Ces animaux perpétuellement stressés peuvent périr de peur : un excès d'hormones les empoisonne.
Mais il existe de grandes différences entre les espèces appelées musaraignes : certaines sont aquatiques, d'autres terrestres. Certaines ont les dents rouges, imprégnées de fer, d'autres les ont blanches. Certaines sont minuscules : Suncus etruscus est le mammifère terrestre le plus léger au monde et pèse 2,5 grammes, Neomys anomalus est le plus petit des mammifères d’eau douce, mais d'autres sont beaucoup plus grandes : Blarina brevicauda pèse jusqu'à 28 g, soit environ dix fois plus.

#### Habitats
Elle se répartissent un peu partout : montagnes, déserts, cours d'eau et jusque dans les jardins et les dépendances où elles éliminent un grand nombre d'insectes, vermisseaux, larves et autres petites proies vivantes.

#### Adaptations hors normes
Des adaptations parfois uniques chez les mammifères ont été découvertes chez les musaraignes : certaines modifications physiologiques permettent à certaines espèces de survivre à des conditions de vie difficiles et d'occuper des niches écologiques particulières.
- Les musaraignes les plus petites doivent avoir un métabolisme accru pour maintenir leur température : cœur plus musclé, ultra rapide et sang hyper oxygéné. Ainsi Suncus etruscus a un cœur qui bat de 15 à 23 pulsations par seconde (soit environ 1 000 pulsations par minute), elle a 24,2 mL d'oxygène pour 100 mL de sang et doit manger deux fois son poids en nourriture par jour, ce qui en fait l'un des animaux les plus voraces[17],[18].
- La musaraigne Sorex araneus a une tête qui diminue significativement de taille en hiver quand la nourriture est rare. Sa masse corporelle diminue au cours de l'hiver et sa colonne vertébrale raccourcit, tout comme ses principaux organes (cœur, rate,poumons) ; son crâne lui-même diminue de taille (de 15 % par autolyse au niveau des zones de sutures semble-t-il) alors que la masse cérébrale qu'il abrite peut diminuer de 20 à 30 % les mois d'hiver[19]. Au printemps la taille de ces organes et le poids de la musaraigne réaugmentent, mais sans que le crâne par exemple ne retrouve tout à fait sa taille originale[19]. Une hypothèse est que ces changements ont une valeur adaptative, sans doute liée au métabolisme particulièrement rapide chez la musaraigne. Diminuer sa masse corporelle en hiver est un moyen efficace d'avoir besoin de bien moins de nourriture quand elle vient à manquer, ce qui expliquerait aussi l'importante fonte du cerveau (organe particulièrement consommateur de sucre et de nutriments)[19]. Ceci n'a été démontré qu'en 2016-2017. La musaraigne pygmée (Sorex minutus) et la musaraigne eurasienne (Neomys fodiens) sont aussi concernées par ce phénomène et selon quelques co-auteurs de l'étude il semble qu'au moins deux espèces de belettes connaissent aussi de telles modifications en hiver. Il est possible qu'il soit finalement plus commun qu'on ne le pense, mais qu'il n'ait jamais été remarqué[19].
- Cæcotrophes : certaines musaraignes mangent leurs premières déjections, probablement pour assimiler au maximum les nutriments qu'elles contiennent encore.
- Certaines espèces cachent aussi des réserves de nourriture[17]. Une espèce plus proche des tenrecs, la Musaraigne de Dobson (Microgale dobsoni) peut stocker de la graisse dans sa queue.
- Les individus du genre Scutisorex ont, quant à eux, une colonne vertébrale renforcée qui résiste très longtemps à l'écrasement.
- La musaraigne carrelet (Sorex araneus) n'a pas le même nombre de chromosomes chez le mâle et la femelle, ce qui semble unique chez les mammifères.
- L'espèce Suncus varilla (en) a trouvé un logement tout fait et occupe volontiers les termitières abandonnées tandis que les petits des genres Crocidura et Suncus se déplacent en file indienne derrière la femelle et s'agrippent fermement les uns aux autres en cas de danger[17]. On pense aussi que certaines musaraignes utilisent l'écholocation comme les chauves-souris.
- Certaines espèces ont une salive toxique qui leur sert à capturer des proies plus grosses, capacité très rare chez les mammifères ; sur près de 380 espèces, rien que chez les Soricidés, seules trois espèces sont venimeuses : la Grande musaraigne (Blarina brevicauda), présente uniquement sur le continent nord américain, et deux espèces sur les trois que compte le genre Neomys des musaraignes aquatiques qui s'attaquent ainsi à des poissons et des tritons. Si la Grande musaraigne a de quoi tuer 200 souris, sa morsure ne provoque en principe chez l'homme qu'une inflammation qui dure environ une semaine[17],[20]. Ceci a sans doute contribué à leur mauvaise réputation.

## Aspects culturels

### Légende de la morsure de musaraigne
Les musaraignes ont eu très longtemps mauvaise réputation.

Comme l'indique l'étymologie de leur nom qui remonte au moins au Moyen Âge, on accuse depuis fort longtemps les musaraignes d'avoir une morsure venimeuse comme celle de l'araignée. On trouve cela chez Aristote, dans son Histoire des animaux, livre VIII, chapitre 24 :

« La morsure de la musaraigne est dangereuse pour tous les animaux d'attelage, car il se produit des pustules ; mais la morsure est encore plus dangereuse si la musaraigne qui mord est en état de gestation. Car les pustules coulent, sinon elles ne coulent pas. »

En réalité seules quelques très rares espèces ont une salive toxique : la Grande musaraigne (Blarina brevicauda) que l'on rencontre surtout au Canada et plus localement aux États-Unis et deux musaraignes aquatiques (Neomys ). En principe elles sont toxiques pour d'autres petits animaux mais trop petites pour être vraiment dangereuses pour l'homme ou du bétail. On peut dire qu'en Europe, il n'y a aucun danger si l'on croise une musaraigne qui vit loin d'un cours d'eau. Toutefois, comme tous les animaux sauvages, la morsure de n'importe quelle musaraigne peut être un vecteur de germes si elle est négligée.
La Musaraigne carrelet (Sorex araneus) a beaucoup souffert de ces préjugés. On l'accusait d'avoir du venin. Pour preuve : les chats la tuent mais ne la consomment pas. On pensait que sa morsure était dangereuse pour le bétail et les chevaux en particulier. Cette réputation la poursuit et on a longtemps cherché à éliminer cette musaraigne commune, malgré des démentis officiels, dès le XVIIIe siècle. Dans leur encyclopédie, Diderot et d'Alembert expliquent bien que les chevaux souffrent d'une sorte d'« enthrax » (sans doute un anthrax) et non d'une piqûre de musaraigne.
Des remèdes traditionnels conseillent l'application de miel ou d'ail contre la « piqûre » de ces animaux. Pline l'Ancien cite un antidote traditionnel à la morsure de musaraigne : « l'application de la terre de l'ornière où elle a été écrasée ».

### Symbole
Les Égyptiens vénéraient déjà la musaraigne et en ont enterré à Bouto. Ils l'associaient, avec le faucon, au dieu Horus Khenty-irty mais les anciens en font aussi l’animal de Ouadjet. Elle était adorée par les habitants d'Athribis. On vouait un culte à cet animal comme symbole du chaos d'où tout est né, parce qu'elle passe pour être aveugle à cause de ses yeux minuscules. Elle désigne pour les métaphysiciens l'incompréhensibilité du premier principe,,,.
Dans la vallée de Katmandou, une variation iconographique de Ganesha donne pour monture à ce dieu une musaraigne et non un rat. Cette distinction est antérieure au XVIIIe siècle, début de l’occupation de la vallée de Katmandou par la dynastie Shah. Elle sert de marqueur ethnique subtil, de test de tradition, permettant aux Newars de se reconnaître entre eux malgré l'intégration dans la culture dominante de langue népalaise.

### Métaphore animalière
On dit de quelqu'un qui a un nez pointu qu'il a un « nez de musaraigne ».
La musaraigne est aussi associée à la femme ou à la jeune fille, soit comme métaphore de leur charme menu, soit pour leur prêter des principes étroits, une petitesse de sentiments et d'économie. Les Anglais associent la musaraigne à une femme acariâtre. William Shakespeare a d'ailleurs immortalisé cette métaphore dans sa célèbre pièce The Taming of the Shrew, littéralement l'apprivoisement de la musaraigne (titre en français : La Mégère apprivoisée).

## Œuvres à propos de musaraignes
- Philippe Étienne Lafosse : Mémoire sur la morsure de la musaraigne (1763)